# Cyrtandra monticola
Cyrtandra monticola är en tvåhjärtbladig växtart som beskrevs av Karl Moritz Schumann. Cyrtandra monticola ingår i släktet Cyrtandra och familjen Gesneriaceae. Inga underarter finns listade i Catalogue of Life.